# 28465 Janesmyth
28465 Janesmyth è un asteroide della fascia principale. Scoperto nel 2000, presenta un'orbita caratterizzata da un semiasse maggiore pari a 2,3846976 UA e da un'eccentricità di 0,1796344, inclinata di 1,99578° rispetto all'eclittica.